# Porta d'embarcament

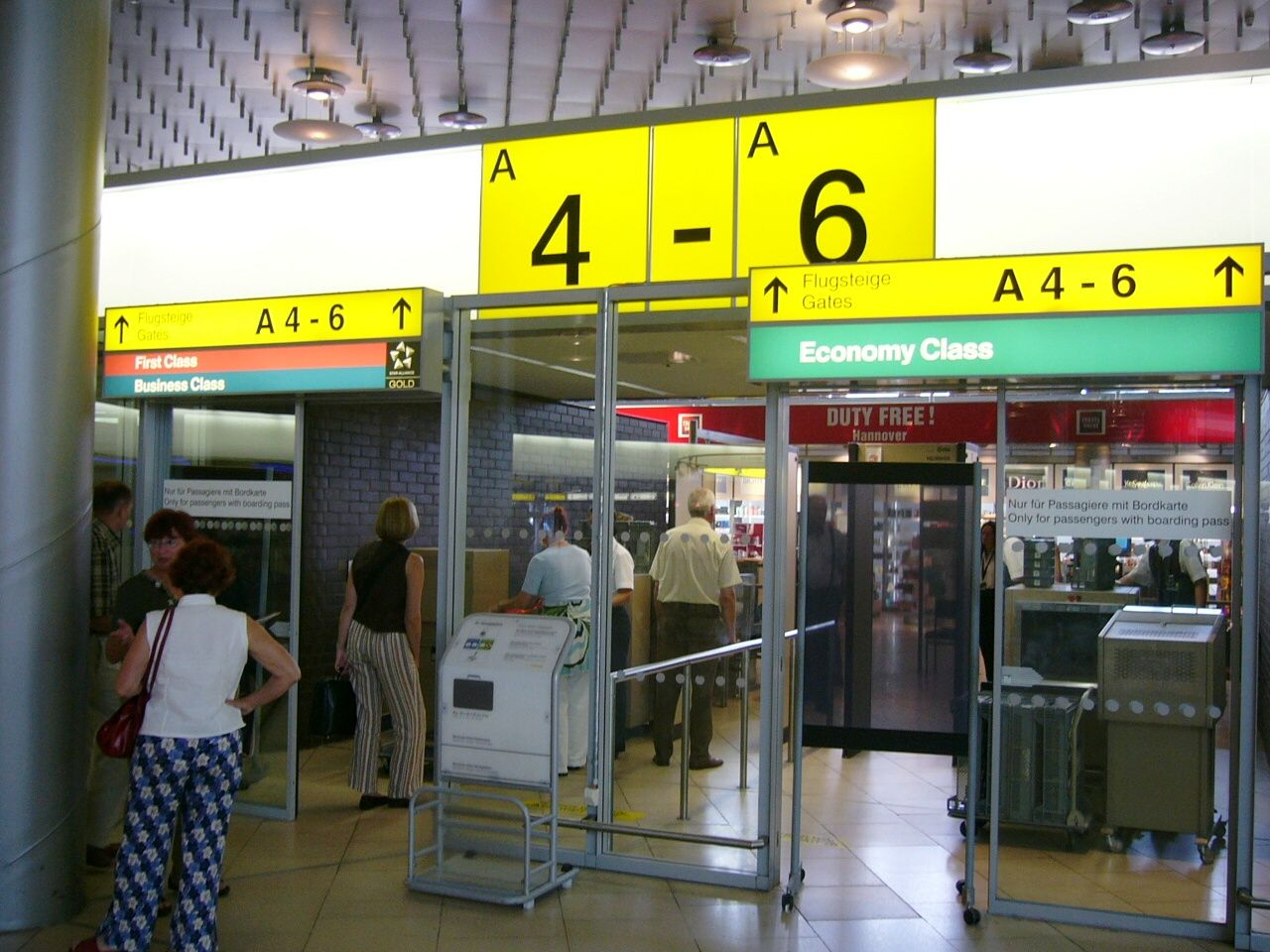
Portes d'embarcament a Hanover/Langenhagen International Airport.

Una porta d'embarcament és la porció d'un aeroport que connecta una aeronau amb la seva càrrega útil. Les portes d'embarcament tenen una instal·lació d'aire per facilitar abordatge dels passatgers i/o del personal de terra.
Les portes poden incloure una àrea d'espera per passatgers abans d'embarcar en el seu vol. Mentre les especificacions exactes varien en cada aeroport i país, la majoria de portes porten cadires, un comptador, i una entrada o sortida des de o cap a l'aeronau. Les portes d'embarcament també tenen una porta paral·lela per embarcar-hi a l'aeronau mitjançant un autobús que porta els passatgers des de la terminal fins al pont de jet o del apron. Embarcant així directament utilitzant escala mòbil posat des del terra fins a les portes d'entrada/sortida de l'aeronau.

## Vols domèstics i internacionals

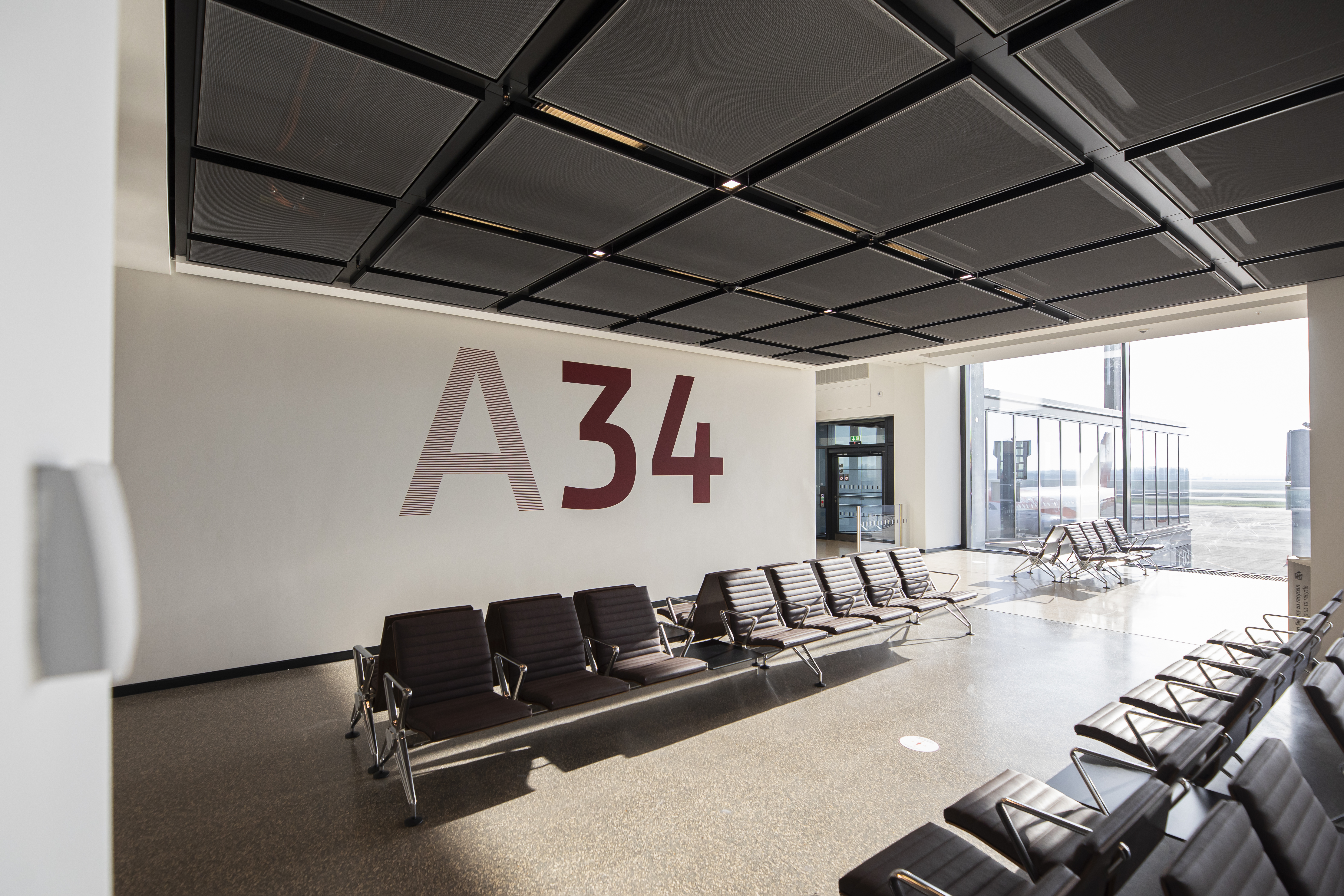
Porta d'embarcament A34 a Berlin-Brandenburg Airport.

Depenent de l'aeronau, les portes d'embarcament solen obrir per un mateix cantó, fent que nomes es pugui pujar a l'avió. Hi han d'altres, que es poden obrir tant per embarcar, como desembarcar de l'avió. Si la porta està sent utilitzada per sortides o arribades en vols domèstics, una porta que va a una àrea d'esperar serà oberta i una porta que dona a la duana serà tancada, impedint així als passatgers d'entrar a la sala de duana. Per arribades internacionals, la porta que dirigeix a l'àrea d'esperar és tancada i els passatgers són dirigits a la sala de duana.
Hi han excepcions amb el tema de duanes, ja que hi han països que comparteixen duana, com l'espai Schengen a Europa.

## Passarel·la d'embarcament i les escales mòbils
Abans de l'era de la pasarel·la d'embarcament o jetway (en anglès), els passatgers havien d'embarcar a l'avió des del nivell de terra amb unes escales mòbils. Aquest mètode és encara utilitzat per entaular avions més petits o entaulant a aeroports més petits. Tot i que també, es fan servir en aeroports grans però quan hi ha molts vols en tant poc temps.

## Propietat
L'equipament és de qualsevol aeroport o propietat de línia aèria, en molts casos, es propietat del propi aeroport o del propietari de l'aeroport.